# Napoleon, Ohio
Napoleon är administrativ huvudort i Henry County i delstaten Ohio. Orten har fått sitt namn efter Napoleon I. Napoleon hade 8 862 invånare enligt 2020 års folkräkning.